# Friss Róbert
Friss Róbert (Frisch) (Budapest, 1952. augusztus 3. –) Táncsics Mihály-díjas magyar újságíró.

## Élete
1970–1975 között a Népszabadság archívumában dolgozott. 1975–1977 között az ellenőrzésnél volt. 1978-ban végezte el a MÚOSZ Újságíró Iskolát. 1978–1982 között a Marxizmus–Leninizmus Esti Egyetem esztétika szakos hallgatója volt. 1978–1985 között a belpolitikai rovat hírszerkesztője, 1985–1988 között olvasószerkesztő, 1988–2012 között lapszerkesztő. 2013-tól a Mozgó Világ olvasószerkesztője, 2014-től a Népszava munkatársa, főszerkesztő-helyettese. 2021 februárjától 2021 októberéig a Népszava főszerkesztője volt. Nyugdíjas.

## Díjai, elismerései
- Táncsics Mihály-díj (2011)
- Bossányi Katalin-díj (2012)
- Fejtő Ferenc-díj (2019)
- MÚOSZ életmű-díj (2021)